# 27. století př. n. l.

## Události
- 2900–2334 př. n. l. – mezopotámské války raně dynastického období
- 2775–2650 př. n. l. – války druhé dynastie v Egyptě
- cca 2700 př. n. l. – vzklíčení borovice „Metuzalém“, nejstaršího stále žijícího stromu
- 2700 př. n. l. – ve Starověkém Egyptě skončilo raně dynastické (archaické) období (podle francouzského egyptologa Nicolase Grimoliho). Toto období zahrnuje 1. a 2. dynastii.
- cca 2700 př. n. l. – ve Starověkém Egyptě začala epocha Staré říše. 3.–6. dynastie.
- 2697 př. n. l. – podle čínské tradice, v tomto roce Čchin Š'-chuang-ti („Žlutý císař“) sjednotil kmeny Střední Číny, což je obvykle považováno za začátek čínské civilizace.
- 2686 př. n. l. – Egypt: konec 2. dynastie, začátek 3. dynastie. Zemřel faraon Chasechemuej. Začal vládnout faraon Sanakhte.
- cca 2685 př. n. l. – byla zhotovena Býčí lyra Archivováno 16. 5. 2008 na Wayback Machine., nalezená spolu s jinými vynikajícími díly v hrobce královny Puabi v Uru (nynější Tell al-Mukajjar, Irák)
- cca 2681–2662 př. n. l. – vláda Džosera, faraona Egypta, 3. dynastie
- 2668 př. n. l. – zemřel faraon Sanakhte
- 2640 př. n. l. – Egyptští králové Nebka a Džoser založili třetí dynastii, kterou začíná Stará říše, resp. období pyramid.
- 2640 př. n. l. – Stavitel a lékař Imhotep, který měl rozhodující podíl na vybudování egyptského státu třetí dynastie, je pokládán za autora nejstarší egyptské sbírky ponaučení – Imhotepovy nauky.
- 2630–2611 př. n. l. – Imhotep, vezír Egypta, staví Džoserovu pyramidu v Sakkáře
- 2627–2000 př. n. l. – Peru: budování metropole Caral
- 2613 př. n. l. – Egypt: konec 3. dynastie, začátek 4. dynastie. Zemřel faraon Hunej. Začal vládnout faraon Snofru.
- cca 2601–2515 př. n. l. – jsou stavěny Egyptské pyramidy v Gíze pro Menkaureho, Rachefa a Chufua (čtvrtá dynastie)
- cca 2601 př. n. l. – Chufu začal vládnout Egyptu
- 2700 př. n. l. – obyvatelé Střední Ameriky začínají pěstovat kukuřici

## Významné osobnosti
- Gilgameš, čtvrtý král Uruku v Sumeru.
- Džoser, první faraon třetí dynastie Egypta.
- Imhotep, vezír Egypta a architekt.